# Saving Christmas
Saving Christmas is een Amerikaanse film uit 2014 geregisseerd door Darren Doane met in de hoofdrol Kirk Cameron.

## Plot
Kirk Cameron probeert zijn vriend Christian uit te leggen hoe de commercie rondom kerst eigenlijk met het Christendom te maken heeft.

## Ontvangst
De film werd heel slecht ontvangen. Op de website Rotten Tomatoes staan alleen maar negatieve recensies voor de film en het was ook een tijdje de laagst beoordeelde film op IMDb. De film won vier Razzies onder andere voor slechtste film en slechtste acteur.